# Léo Andy
Léo Andy, né le 9 décembre 1938 à Capesterre-Belle-Eau en Guadeloupe, est un homme politique français ancien maire de Capesterre-Belle-Eau et député de la 3e circonscription de la Guadeloupe.

## Fonctions et mandats
Mandats parlementaires
- 22 janvier 1995 - 21 avril 1997 : Député de la 3e circonscription de la Guadeloupe
- 1er juin 1997 - 18 juin 2002 : Député de la 3e circonscription de la Guadeloupe

Mandats locaux
- 1971 - 1977 : Adjoint au maire de Capesterre-Belle-Eau
- 1977 - 1983 : Adjoint au maire de Capesterre-Belle-Eau
- 1983 - 1989 : Adjoint au maire de Capesterre-Belle-Eau
- 1989 - 1995 : Maire de Capesterre-Belle-Eau
- 1979 - 1994 : Conseiller général du canton de Capesterre-Belle-Eau-1
- 1983 - 1985 : Vice-président du Conseil général de la Guadeloupe
- 1992 - 1993 : Vice-président du Conseil régional de la Guadeloupe